# فرانک هیوز
فرانک هیوز (انگلیسی: Frank Hughes; ۱۴ ژانویهٔ ۱۸۸۱ – ۲۸ ژوئن ۱۹۴۲) تیرانداز اهل ایالات متحده آمریکا بود.
وی در مسابقات کشوری و بین‌المللی در مجموع برندهٔ ۱ مدال طلا، ۱ مدال برنز شده‌است.